# Derrymacash
Derrymacash är en ort i Storbritannien.   Den ligger i distriktet Armagh City, Banbridge and Craigavon och riksdelen Nordirland, i den västra delen av landet, 500 km nordväst om huvudstaden London. Derrymacash ligger 21 meter över havet och antalet invånare är 629. Den ligger vid sjön Lough Neagh.
Terrängen runt Derrymacash är platt. Runt Derrymacash är det tätbefolkat, med 947 invånare per kvadratkilometer. Närmaste större samhälle är Craigavon, 3,5 km söder om Derrymacash. Trakten runt Derrymacash består i huvudsak av gräsmarker.